# Román Költők
A Román Költők a Kriterion Könyvkiadónál megjelent könyvsorozat. 1971-ben elsőnek Ana Blandiana versei jelentek meg (Hervay Gizella tolmácsolásában) olyan grafikai és tipográfiai köntösben, amely – bár sorozatcímmel még nem jelölten – egységbe fogta az egymást követő köteteket. Ezeket később a Kriterion kiadói éves katalógusaiban kezdték a Román Költők sorozatcímmel jelölni.

## A sorozat adatai, szerzői
1971-1990 között (tehát húsz év alatt) 49 kötet jelent meg a Román Költők sorozatban, összesen 56 840 példányban. A kötetek évi ritmusa tehát átlagban 2,4, az átlagpéldányszám 1160. A terjedelem 700 és 4200 sor között változik (a maximumhoz közelálló terjedelmet Ion Vinea, Marin Sorescu és Geo Bogza kötete, a minimumhoz közeli terjedelmet Mircea Tomozei, Emil Giurgiuca, Radu Stanca kötete érte el). A példányszám alakulásának sajátossága, hogy az első tíz év átlagpéldányszáma az 1000 alatt marad, míg az 1980-as évek első felében nem ritka a 2000-et meghaladó példányszám. Ez a könyvterjesztésbe való hatalmi beavatkozás eredménye, ugyanis a példányszámot a megyei könyvterjesztők rendeléseit összesítve – és adott esetben "kiigazítva" központilag állapították meg.
A Román Költők sorozatának szerkesztése a Kriterion Könyvkiadón belül történt. A kiadó arra törekedett, hogy egyrészt megismertesse az olvasókkal a 20. század immár klasszikusnak számító román költőit (különösen azokat, akiknek irodalomtörténeti értékelése egy nyitottabb, a politikai fenntartásokat is elhárító irodalomszemlélet eredménye volt (tehát Tudor Arghezi, Lucian Blaga, Matei Călinescu, Octavian Goga, George Topîrceanu mellett George Bacovia, Emil Botta, Benjamin Fundoianu, Ion Minulescu, Ion Pillat és Ion Vinea költészetét), másrészt a kortárs román költészetnek mindhárom nemzedékét: a "nagy öregeket" (Mihai Beniuc, Geo Bogza, Victor Eftimiu, Eugen Jebeleanu, Virgil Teodorescu, Zaharia Stancu – s a sorból költészeteszménye révén "eltérő" Geo Dumitrescu), a középnemzedéket (Anatol E. Baconski, Constanţa Buzea, Alexandru Andrițoiu, Ion Bănuţă, Aurel Rău, Titu Maiorescu), de különös súllyal – a kötetek szinte felével a hatvanas-nyolcvanas évek fiatal román költőinek legjavát (Ana Blandiana, Nichita Stănescu, Marin Sorescu, Mircea Dinescu, Ștefan Augustin Doinaș, a névsor végén pedig, a megjelenés sorrendjében a nyolcvanas évek második felében Daniela Crăsnaru, Nicolae Prelipceanu, Doina Uricaru, Adrian Popescu).

## A sorozat műfordítói
A román költészet tolmácsolásának munkájába a Kriterion Könyvkiadónak több mint két tucat hazai magyar költőt sikerült bevonnia: az idősebbek (Kiss Jenő, Szemlér Ferenc) és a középnemzedékhez tartozók (Bajor Andor, Bodor Pál, Deák Tamás, Jánosházy György, Kányádi Sándor, Majtényi Erik) mellett a Forrás-nemzedékek költőit (Szilágyi Domokos, Lászlóffy Csaba, Veress Zoltán, Hervay Gizella, Lendvay Éva; Bogdán László, Csiki László, Éltető József, Balogh József, Farkas Árpád, Király László, Magyari Lajos; Bágyoni Szabó István, Németi Rudolf).
A Román Költők sorozat utolsó kötete 1990-ben jelent meg. A továbbiakban számos más lehetőség nyílt a megjelenésre, az újra induló folyóiratokban és elektronikus felületeken. Mind a külföldön élő magyarok, mind a magyarországiak olvashatják 61 román költő 480 versét magyar fordítók tolmácsolásában Cseke Gábor válogatásában a Magyar Elektronikus Könyvtárban.